# Lino Mannocci
Lino Mannocci (Viareggio, Italia; 1945) es un pintor, grabador y escritor italiano.

## Vida
Nació en Viareggio, Italia, y se mudó a Londres en 1968. Entre 1971 y 1976 estudió en el Camberwell College of Arts y como posgrado en la Slade School of Fine Art en Londres. Desde 1976, Mannocci ha vuelto cada año a una pequeña aldea italiana en las colinas entre Lucca y Viareggio

## Carrera
A principios de la década de 1980, Mannocci fue cofundador del movimiento La Metacosa y estuvo muy involucrado en todas las exposiciones y actividades del grupo. Su primera exposición en un museo fue en 1984 en el Wilhelm-Hack-Museum en Ludwigshafen, Alemania. Durante los años 90 expuso su obra en San Francisco, Nueva York, Londres, Milán, Florencia y Bérgamo. 
En 2004, sus pinturas recientes fueron incluidas en la exposición comisariada por Philippe Daverio en el Spazio Oberdan de Milán llamada Fenomenologia della Metacosa-7 artisti nel 1979 a Milano e 25 anni dopo,  y en 2005 tuvo una muestra individual titulada Let there be smoke en el Museo H. Christian Andersen de Roma.
En 2006, Mannocci expuso en Delhi y Mumbai en India y en 2007 fue comisario de una exposición en la Galleria Ceribelli de Bérgamo llamada Gli amici pittori di Londra, un homenaje a la pintura y a la amistad.   
Con motivo de su exposición en 2010 de monotipos en el Museo Fitzwilliam de Cambridge, Clouds and Myths, Mannocci curó una exposición sobre el tema de la Anunciación, The Angel and the Virgin: A Brief History of the Annunciation. El Cartiere Vannucci en Milán exhibió sus pinturas en 2012. En octubre, exhibió su trabajo en Nueva York en la Galería Jill Newhouse.  
Tuvo una exhibición en la Galleria San Fedele en Milán, E l’angelo partì da lei, en 2014. Al año siguiente, 2015, presentó una exhibición en solitario sobre sus trabajos recientes en la Galleria Nazionale d’Arte Moderna di Palazzo Pitti en Florencia. En mayo, una invitación para conmemorar el octavo centenario de la Carta Magna en Temple Church, Londres, resultó en una muestra de monotipos en pergamino. En junio, expuso un grupo de postales tratadas en la colección Estorick de Londres, Shaping the Image, que se refería a los principales protagonistas del movimiento futurista.
En 2017, Mannocci participó en el proyecto «Shared Sacred Sites» que muestra su trabajo en el Museo de Arte Contemporáneo de Macedonia, Tesalónica, Grecia. Al año siguiente, la exposición viajó al CUNY Graduate Center en Nueva York.  
En julio de 2019, curó una exposición de la obra de Gino Severini en el Museo Novecento de Florencia y en septiembre tuvo una muestra individual de obras relacionadas con el tema de la boda de Gino Severini y Jeanne Fort en 1913. En diciembre de 2019, Mannocci exhibió obras con motivo del aniversario número 40 de la Metacosa. 

## Gli Amici Pittori di Londra
Gli Amici Pittori di Londra (Mis amigos pintores en Londres) fue el título que se le dio a una exposición de obras de Mannocci y sus amigos artistas británicos celebrada en 2007 en la Galleria Ceribelli de Bérgamo, Italia. Los artistas, tanto pasados como presentes, comparten entre ellos diversos grados de contacto basados en la amistad y el ejemplo, así como vínculos ocasionales a través de galerías y exposiciones en Londres y otros lugares. El éxito de la exposición inicial ha generado otros espectáculos del grupo durante los años posteriores. En 2008, Genius Loci en la Galleria Ceribelli, 2010, Another Country, en Estorick Collection, Londres, y en 2015, vio Vital Signs, en Clifford Chance, Londres, que también viajó a la Fondazione Bottari Lattes, en Monforte d'Alba, Italia.

## Colecciones
La obra de Mannocci se encuentra en las colecciones del Museo Británico en Londres, Museo Altonaer en Hamburgo, Museo W.Hack en Ludwigshafen, Musée Jenisch en Vevey, Mead Art Museum en Amherst y el Museo Fitzwilliam en Cambridge.

## Publicaciones
En 1988 escribió el catálogo raisonné del trabajo gráfico de Claude Lorrain para Yale University Press. Con motivo de su exhibición de 2007, Gli amici pittori di Londra, escribió el catálogo adjunto, publicado por Lubria Editore, Bérgamo.  
En 2008, tras una visita a Nueva Deli y Mumbai, escribió Madre India, Padre Barbiere, un texto sobre la experiencia del viaje y memorias personales, junto a fotografías de barberos indios, para Skira Imprint.
En 2010, curó y escribió el catálogo para la exhibición The Angel and the Virgin: A Brief History of the Annunciation en el Museo Fitzwilliam, Cambridge. También en 2010, como parte del catálogo para la exhibición Another Country en la Estorick Collection en Londres, escribió un ensayo, De Chirico, Carra and the Metaphysical Years.  
En 2019, Mannocci escribió Scene da un matrimonio futurista: Gino Severini sposa Jeanne Fort a Parigi nel 1913, publicado por affinità elettive, Ancona. 